# USS Twining (DD-540)
USS Twining (DD-540) là một tàu khu trục lớp Fletcher được Hải quân Hoa Kỳ chế tạo trong Chiến tranh Thế giới thứ hai. Nó là chiếc tàu chiến duy nhất của Hải quân Mỹ được đặt theo tên Chuẩn đô đốc Nathan C. Twining (1869–1924), người tham gia các cuộc Chiến tranh Tây Ban Nha-Hoa Kỳ và Chiến tranh Thế giới thứ nhất. Nó được cho xuất biên chế không lâu sau khi Thế Chiến II kết thúc, tái biên chế trở lại năm 1950 và tiếp tục hoạt động trong Chiến tranh Triều Tiên và Chiến tranh Lạnh, cho đến khi ngừng hoạt động năm 1971. Nó được bán cho Đài Loan cùng năm này và hoạt động cùng Hải quân Đài Loan như là chiếc ROCS Kwei Yang (DDG-908) cho đến khi ngừng hoạt động năm 1999. Twining được tặng thưởng tám Ngôi sao Chiến trận do thành tích phục vụ trong Thế Chiến II, và thêm năm Ngôi sao Chiến trận nữa trong Chiến tranh Triều Tiên.

## Thiết kế và chế tạo
Twining được đặt lườn tại xưởng tàu của hãng Bethlehem Shipbuilding Corporation, ở San Francisco, California vào ngày 20 tháng 11 năm 1942. Nó được hạ thủy vào ngày 11 tháng 7 năm 1943; được đỡ đầu bởi bà S. B. D. Wood; và nhập biên chế vào ngày 1 tháng 12 năm 1943 dưới quyền chỉ huy của Hạm trưởng, Trung tá Hải quân Ellis Kerr Wakefield.

## Lịch sử hoạt động

### 1944
Twining khởi hành từ San Francisco vào ngày 21 tháng 12 năm 1943 cho chuyến đi chạy thử máy huấn luyện, kết thúc tại San Diego vào ngày 25 tháng 12. Sau khi thực hành tại cảng này, nó quay trở về San Francisco, nhận hành khách và hàng hóa, rồi lại lên đường vào ngày 11 tháng 2 năm 1944.
Twining đi đến Trân Châu Cảng vào ngày 17 tháng 2, bắt đầu một đợt huấn luyện thực hành, cơ động, thực tập tác xạ, hỗ trợ hỏa lực và đổ bộ kéo dài ba tháng, nhằm chuẩn bị cho Chiến dịch Forager. Vào ngày 31 tháng 5, nó rời vùng biển quần đảo Hawaii cùng Đội hỗ trợ hỏa lực 1 thuộc lực lượng tấn công Saipan, đi đến Kwajalein vào ngày 8 tháng 6, được tiếp nhiên liệu, và tiến hành tuần tra chống tàu ngầm ngoài khơi các lối ra vào cảng. Đến ngày 10 tháng 6, nó hộ tống cho đội đặc nhiệm xuất phát từ vũng biển, hướng đến quần đảo Mariana, đi đến Saipan vào sáng sớm ngày 14 tháng 6. Di chuyển ngoài khơi bờ biển phía Tây của hòn đảo, nó hộ tống cho tàu tuần dương Montpelier; cùng tham gia bắn phá chuẩn bị một thời gian ngắn, và đến buổi chiều tham gia đối đầu với một khẩu đội pháo phòng thủ duyên hải đối phương. Dẫn trước Stockham và Montpelier, và tiến sát cách bờ 3.000 yd (2.700 m) để vô hiệu hóa các khẩu pháo đối phương. Đến tối, nó bảo vệ cho các tàu vận tải tiếp liệu và bắn phá quấy rối xuống Garapan trên bờ biển phía Tây Saipan.
Ngày hôm sau, ngày đổ bộ, Twining tiếp tục làm nhiệm vụ bảo vệ và bắn phá các mục tiêu được chọn lọc, trong khi binh lính Thủy quân Lục chiến đổ bộ lên bờ biển phía Tây của hòn đảo. Máy bay Nhật Bản xuất hiện vào lúc chiều tối, nhưng không chiếc nào bay đến tầm bắn hỏa lực phòng không của nó. Nó trải qua phần lớn ngày 16 tháng 6 truy đuổi không có kết quả một tín hiệu sonar thu được, và đến chiều tối tham gia vào việc bắn phá vịnh Magicienne; đêm hôm đó, các khẩu pháo của nó bắn trúng đích một kho đạn của quân Nhật gần sân bay Aslito. Đến sáng ngày 17 tháng 6, nó gia nhập Đội khu trục 106, và lên đường gặp gỡ lực lượng thiết giáp hạm dưới quyền Phó đô đốc Willis A. Lee, vốn đang chuẩn bị cho một cuộc đối đầu lớn. Chiến dịch chiếm đóng quần đảo Mariana của Hoa Kỳ đã thu hút Hạm đội Liên hợp Nhật Bản đang tiến ra từ hướng Philippines.
Ngày 18 tháng 6 trôi qua không có sự kiện gì ngoại trừ một vài máy bay lạ xuất hiện ở khoảng cách xa. Rồi sang bình minh ngày hôm sau, một máy bay không nhận diện được tiếp cận đội hình, bị hỏa lực phòng không của Twining và các tàu khác nhắm bắn; chiếc máy bay lượn vòng và biến mất. Sự êm ả kéo dài đến 10 giờ 08 phút, khi radar của thiết giáp hạm Alabama báo cáo một số lượng lớn máy bay đang tiếp cận từ phía Tây. Làm nhiệm vụ cột mốc canh phòng cách 10 nmi (19 km) về phía Tây đội hình, Twining trông thấy đợt máy bay tấn công đầu tiên lúc 10 giờ 49 phút. Trong suốt trận chiến, máy bay tiêm kích tuần tra chiến đấu trên không (CAP) đã ngăn chặn cuộc tấn công của đối phương, bắn rơi nhiều máy bay Nhật Bản và ngăn chặn những chiếc còn lại tiếp cận. Trong hoạt động tác chiến phòng không đầu tiên của nó, Twining bắn rơi hai máy bay đối phương lọt qua hàng phòng thủ và trợ giúp bắn rơi một chiếc nữa. Con tàu là mục tiêu của hai quả bom nhắm vào, nhưng không gây hư hại gì. Đối với chiếc tàu khu trục, Trận chiến biển Philippine chỉ kéo dài 26 phút, vì sau đó nó không còn thấy máy bay Nhật Bản nào khác tấn công, cho dù phi công từ các tàu sân bay Hoa Kỳ tiếp tục bận rộn đối phó những đợt tấn công tiếp theo.
Vào ngày 20 tháng 6, Twining di chuyển về phía Tây để truy lùng hạm đội đối phương. Cuối ngày hôm đó, các tàu sân bay tung ra cuộc không kích ở khoảng cách hoạt động tối đa của máy bay; khi trời tối, nhiều chiếc đã không thể quay trở lại. Các con tàu đã bật sáng đèn pha để đánh dấu cho các phi công, và sau đó cứu vớt những phi công đã bị buộc phải hạ cánh xuống biển. Cuối ngày 21 tháng 6, lực lượng đặc nhiệm từ bỏ việc truy đuổi hạm đội đối phương và rút lui, tiếp tục tìm kiếm giải cứu những phi công bị rơi ngày hôm trước. Sang ngày 23 tháng 6, Twining được tiếp nhiên liệu ngoài biển, rồi hộ tống cho tàu chở dầu Cahaba (AO-82) quay trở về quần đảo Mariana.
Twining quay trở lại khu vực Saipan vào ngày 25 tháng 6, tiến hành bắn phá bờ biển ngoài khơi Mutcho Point. Trong thời gian còn lại của tháng 6, nó tiếp tục hoạt động ngoài khơi Saipan, làm nhiệm vụ bắn phá bờ biển, bắn phá quấy rối và bắn pháo sáng ban đêm, cũng như hộ tống các tàu vận tải và đối đầu với máy bay đối phương. Trong vịnh Magicienne vào chiều tối ngày 28 tháng 6, nó chứng kiến cuộc đấu pháo ngoạn mục giữa các đơn vị Thủy quân Lục chiến phía bờ Nam vịnh và quân Nhật trên bờ Bắc. Sau đó máy bay đối phương tấn công; một chiếc bị hỏa lực phòng không trên bờ bắn cháy ngay trên chiếc tàu khu trục, và rơi cách nó khoảng 4 nmi (7,4 km). Trước nữa đêm ngày 30 tháng 6, khi Twining đang tuần tra ngoài khơi Nafutan Point, hai máy bay đối phương tìm cách hạ cánh xuống sân bay Aslito nhưng bị hỏa lực của chiếc tàu khu trục đánh đuổi.
Trong tháng 7, Twining tiếp tục làm nhiệm vụ ngoài khơi Saipan, hoạt động hộ tống vận tải, dẫn đường chiến đấu và hỗ trợ hỏa lực. Nó thỉnh thoảng đi đến Tinian để làm nhiệm vụ bắn phá. Ngoài khơi mũi cực Bắc của Saipan trong đêm 6-7 tháng 7, các pháo thủ phòng không của nó phải liên tục nổ súng vào nhiều máy bay đối phương bay ngang để tiếp cận đường băng tại Marpi Point hay tìm cách ném bom vào nó. Trong những ngày tiếp theo, nó tiếp nối vai trò cột mốc canh phòng, thỉnh thoảng bắn phá các điểm tập trung quân đối phương trên đảo.
Vào ngày 24 tháng 7, Twining hộ tống cho các tàu tuần dương Montpelier và New Orleans (CA-32) khi chúng bắn phá các vị trí quân Nhật trên đảo Tinian. Sang ngày hôm sau, bản thân chiếc tàu khu trục bắn pháo hỗ trợ cho binh lính Hoa Kỳ trên bờ tiến quân dọc theo bờ biển phía Tây hòn đảo, và tiếp tục hỗ trợ trong Trận Tinian cho đến cuối tháng, di chuyển qua lại giữa Tinian và Saipan, thỉnh thoảng bắn phá các mục tiêu đối phương trên đảo này. Đến ngày 1 tháng 8, chiếc tàu khu trục chuyển sang nhiệm vụ hỗ trợ hỏa lực mới ngoài khơi bờ biển Đông Nam Tinian, tiến hành lượt bắn phá đầu tiên trong số ba lượt lúc 01 giờ 30 phút, rồi sau đó trực chiến chỉ cách bờ 1.500 yd (1,4 km) để bắn phá các điểm cao và hầm trú ẩn còn do đối phương kiểm soát. Sang ngày 7 tháng 8, nó rời Saipan hộ tống chiếc LST-130 đi Eniwetok, và đi vào vũng biển san hô này một tuần sau đó, nơi nó được sửa chữa thay thế vòng bi trục chân vịt bị hư hại.
Twining rời Eniwetok vào ngày 15 tháng 9 để gặp gỡ Đội đặc nhiệm 38.2, đội tàu sân bay nhanh dưới quyền Chuẩn đô đốc Gerald F. Bogan, và từ đây dành hầu hết thời gian còn lại trong chiến tranh bảo vệ các tàu sân bay. Đi đến ngoài khơi Luzon, Philippines vào ngày 21 tháng 9, nó canh phòng cho các tàu sân bay khi chúng tung các cuộc không kích bất chấp thời tiết nhiều mây, mưa giông và tầm nhìn kém. Sau khi tiếp tục không kích từ một vị trí ngoài khơi eo biển San Bernardino vào ngày 24 tháng 9, đội đặc nhiệm quay về phía Đông, đi đến Saipan vào ngày 28 tháng 9. Tại đây, chiếc tàu khu trục tuần tra chống tàu ngầm cho đến ngày 30 tháng 9, khi đội đặc nhiệm lại lên đường đi đến phía Tây quần đảo Caroline, tiến vào vũng biển Ulithi vào ngày 6 tháng 10. Lực lượng đặc nhiệm khởi hành vào lúc hoàng hôn ngày 11 tháng 10 cho chiến dịch không kích lên Đài Loan, đợt đầu tiên của một loạt các cuộc tấn công nhằm phá hoại các căn cứ quân sự trên hòn đảo này, nơi có những sân bay quan trọng và là điểm tập trung lực lượng, nhằm chuẩn bị cho cuộc đổ bộ tiếp theo lên Leyte.
Trong ba ngày, máy bay từ tàu sân bay đã không kích các mục tiêu tại Đài Loan; đối phương tấn công phản kích vào các tàu chiến Hoa Kỳ mỗi buổi chiều tối. Vào ngày 12 tháng 10, Twining giải cứu nhiều phi công bị bắn rơi; và chiều tối hôm đó máy bay đối phương tấn công đội hình của nó, kéo dài cho đến nữa đêm. Một máy bay Nhật Bản nhắm vào nó từ độ cao 300 ft (91 m), bị hỏa lực phòng không của con tàu bắn trúng và bị rơi cách mũi tàu 300 yd (270 m) bên mạn trái. Trong những ngày tiếp theo, hoạt động của không quân đối phương vẫn tiếp tục ác liệt. Vào ngày 14 tháng 10, một máy bay ném bom đối phương đã ném hai quả bom suýt trúng chiếc tàu khu trục.
Trong các ngày 18 và 21 tháng 10, các tàu sân bay thuộc Đội đặc nhiệm 38.2 đã không kích các mục tiêu tại Philippines nhằm hỗ trợ cho cuộc đổ bộ binh lính Hoa Kỳ lên Leyte. Trước bình minh ngày 24 tháng 10, máy bay trinh sát báo cáo về việc phát hiện hạm đội Nhật Bản; và trong ngày hôm đó, khi Twining tiếp tục những hoạt động thường lệ, máy bay từ tàu sân bay đã không kích xuống Lực lượng Trung tâm Nhật Bản dưới quyền Phó đô đốc Takeo Kurita trong biển Sibuyan. Đêm đó, lực lượng đặc nhiệm của nó hướng lên phía Bắc để tấn công một lực lượng tàu sân bay Nhật Bản được phát hiện ở phía Bắc Luzon. Các cuộc không kích kéo dài suốt ngày, được biết như là Trận chiến ngoài khơi mũi Engaño, đã đánh chìm bốn tàu sân bay thuộc Lực lượng phía Bắc dưới quyền Phó đô đốc Jisaburo Ozawa. Sang ngày 26 tháng 10, máy bay thuộc Đội đặc nhiệm 38.2 đã tấn công truy kích các tàu chiến Nhật Bản trong biển Visayan, rồi đến ngày 29 tháng 10, cứu vớt một phi công bị bắn rơi từ tàu sân bay Hancock (CV-19).
Ngoài những lượt quay trở về Ulithi để tiếp liệu và tiếp đạn dược, Twining tiếp tục hoạt động cùng các tàu sân bay trong suốt tháng 11, khi chúng bắn phá các cứ điểm phòng thủ của Nhật Bản tại Philippines. Vào ngày 10 tháng 11, nó lên đường cùng đội đặc nhiệm tàu sân bay nhanh dưới quyền Chuẩn đô đốc Alfred E. Montgomery cho các cuộc không kích lên Luzon nhằm hỗ trợ cho cuộc đổ bộ lên Mindoro. Vào ngày 14 tháng 11, nó cứu vớt một phi công bị bắn rơi từ tàu sân bay Hornet (CV-12), vớt anh ta lên tàu chỉ bốn phút rưỡi sau khi bị rơi xuống nước. Sang ngày 17 tháng 11, trong hoàn cảnh thời tiết bất lợi, lực lượng đặc nhiệm được hẹn gặp gỡ đội tiếp liệu để tiếp nhiên liệu, khi Twining được tiếp đầy các thùng dầu. Trong cơn bão vốn đã ập đến cả hạm đội vào ngày hôm sau, các thùng dầu được dằn đã giúp chiếc tàu khu trục chống chọi được với những cơn sóng cao đến 65 ft (20 m) và bị lật nghiêng đến 50°. Nó được lệnh túc trực để trợ giúp cho Monterey (CVL-26) khi chiếc tàu sân bay hạng nhẹ bị hỏa hoạn và bất động giữa biển. Chiếc tàu khu trục thoát khỏi cơn bão mà không bị hư hại đáng kể, nhưng một người đã thiệt mạng khi bị sóng quét khỏi tàu.
Khi thời tiết quang đãng hơn vào ngày 19 tháng 12, Twining tháp tùng lực lượng đặc nhiệm cho ý định không kích xuống Luzon, nhưng kế hoạch bị hủy bỏ do thời tiết trở xấu, và các con tàu quay trở lại khu vực mắc cơn bão để tìm kiếm những người sống sót từ ba chiếc tàu khu trục Hull (DD-350), Monaghan (DD-354) và Spence (DD-512) bị đắm do bão. Lực lượng đặc nhiệm rút lui về Ulithi vào ngày 24 tháng 12 để sửa chữa những hư hại mắc phải do bão.

### 1945
Đệ Tam hạm đội dưới quyền Đô đốc William Halsey Jr. lại lên đường vào ngày 30 tháng 12 năm 1944, tiến hành không kích xuống Đài Loan, quần đảo Ryūkyū và bờ biển phía Nam Trung Quốc nhằm ngăn chặn sự can thiệp của Nhật Bản vào cuộc đổ bộ tiếp theo lên vịnh Lingayen. Twining đã hộ tống cho các tàu sân bay trong các đợt không kích xuống căn cứ đối phương tại Philippines, Đài Loan và Đông Dương thuộc Pháp. Nó quay trở về Ulithi vào ngày 26 tháng 1 năm 1945, vào ụ tàu để sửa chữa, tiếp liệu và huấn luyện. Nó lại lên đường cùng Đội đặc nhiệm tàu sân bay dưới quyền Chuẩn đô đốc Ralph E. Davison vào ngày 10 tháng 2, hướng đến vùng biển gần các đảo chính quốc Nhật Bản. Sau các cuộc không kích xuống những mục tiêu quân sự và công nghiệp tại khu vực phụ cận Tokyo trong các ngày 16 và 17 tháng 2, đội đặc nhiệm quay mũi về phía Nam, hướng đến quần đảo Volcano.
Twining làm nhiệm vụ cột mốc radar canh phòng ngoài khơi Iwo Jima từ ngày 19 tháng 2, trong khi các tàu sân bay tung ra các phi vụ tấn công và tuần tra để hỗ trợ cho cuộc đổ bộ lên Iwo Jima. Nó lên đường bốn ngày sau đó, bảo vệ cho các tàu sân bay đi lên phía Bắc hướng đến chính quốc Nhật Bản; tuy nhiên thời tiết xấu đã ngăn trở kế hoạch tấn công. Vào ngày 1 tháng 3, đội đặc nhiệm ném bom xuống khu vực quần đảo Ryukyu trước khi rút lui về quần đảo Caroline.
Vào giữa tháng 3, Lực lượng Đặc nhiệm 58 khởi hành từ Ulithi để tấn công các sân bay trên đảo Kyūshū vào ngày 18 tháng 3. Sang ngày hôm sau, Franklin (CV-13) bị hư hại nặng do trúng hai quả bom, và Twining đã trợ giúp chiếc tàu sân bay bị hư hại rút lui. Đến ngày 20 tháng 3, một máy bay Nhật Bản tìm cách tiếp tục tấn công Franklin bị hỏa lực phòng không của các tàu hộ tống đánh đuổi. Sau khi đưa con tàu bị hư hại đến khu vực an toàn vào ngày 22 tháng 3, chiếc tàu khu trục lên đường đi Nansei Shoto, và đến ngày 27 tháng 3, nó trợ giúp cho tàu khu trục Murray (DD-576), vốn trúng một quả ngư lôi ném từ máy bay xuyên qua mũi tàu bên trên mực nước, cho đến khi con tàu bạn hoàn tất việc sửa chữa tạm thời. Sang ngày hôm sau, nó hướng lên phía Bắc truy tìm hạm đội Nhật Bản, rồi quay trở lại vùng biển Okinawa vào ngày 31 tháng 3, làm nhiệm vụ cột mốc radar canh phòng bảo vệ cho các hoạt động của tàu sân bay.
Vào ngày 1 tháng 4, các tàu sân bay thuộc lực lượng đặc nhiệm tiếp nối các cuộc không kích xuống Okinawa nhằm hỗ trợ cho cuộc đổ bộ tại đây. Vào ngày 6 tháng 4, đội đặc nhiệm chịu đựng các cuộc tấn công tự sát hàng loạt bởi máy bay Kamikaze Nhật Bản, khi đối phương ra sức đẩy lui cuộc đổ bộ của lực lượng Đồng Minh. Trong vòng hai giờ, đội của Twining đã bắn rơi năm máy bay Kamikaze, nhưng vị trí của con tàu ở phía sườn đối diện của cuộc tấn công nên nó không có cơ hội nổ súng vào đối thủ. Sang ngày hôm sau, nó hộ tống cho các tàu sân bay khi lực lượng tiến lên phía Bắc đánh chặn lực lượng tàu nổi cuối cùng của Hải quân Đế quốc Nhật Bản đang tiếp cận Okinawa. 380 máy bay cất cánh từ tàu sân bay đã phát hiện lực lượng đối phương trong biển Hoa Đông gần Amami Ōshima, và đã đánh chìm siêu thiết giáp hạm Yamato, tàu tuần dương hạng nhẹ Yahagi và bốn tàu khu trục. Hoạt động không kích của đối phương diễn ra thường xuyên, và vào ngày 13 tháng 4, nó đã đánh đuổi một máy bay đối phương tiếp cận vị trí cột mốc canh phòng của nó.
Twining rút lui về Ulithi ít ngày sau đó để sửa chữa, rồi lại lên đường vào ngày 4 tháng 5, lần này là cùng Đội đặc nhiệm 58.1 hướng sang Kyūshū để hỗ trợ cho các chiến dịch tại Okinawa. Khi đội hình tiếp cận các đảo chính quốc Nhật Bản, hoạt động của máy bay đối phương càng quyết liệt, và Twining đã phải nổ súng để chống trả. Trong suốt tháng 5 và tháng 6, nó tiếp tục hộ tống các tàu sân bay khi chúng hoạt động ngoài khơi Okinawa. Kim chỉ thị của phong vũ biểu lại hạ thấp vào ngày 4 tháng 6, và sức gió lên đến 70 kn (130 km/h) lúc 06 giờ 00, khi con tàu chịu đựng thêm một cơn cuồng phong khác, nhưng đã thoát được mà không bị hư hại và tiếp tục nhiệm vụ cột mốc canh phòng. Sau các đợt không kích xuống Kyūshū, nó tách ra khỏi đội đặc nhiệm vào ngày 10 tháng 6 để hộ tống tàu khu trục Dashiell (DD-659) đi Leyte.
Sau khi được bảo trì tại vịnh San Pedro, Twining hộ tống cho Yorktown (CV-10) tại vịnh Leyte khi chiếc tàu sân bay thực tập huấn luyện cùng một liên đội không lực mới được phối thuộc cùng. Sang đầu tháng 7, nó gia nhập Lực lượng Đặc nhiệm 38 với Đô đốc William Halsey bên trên thiết giáp hạm Missouri (BB-63), cho một đợt huấn luyện kéo dài bảy ngày nhằm chuẩn bị cho chiến dịch không kích tiếp theo lên chính quốc Nhật Bản. Vào ngày 10 tháng 7, lực lượng đặc nhiệm đi đến ngoài khơi Tokyo, và bắt đầu tung ra các đợt không kích bốn ngày sau đó. Vào ngày 24 tháng 7, Twining tham gia các cuộc càn quét chống tàu bè ngoài khơi khu vực Kure-Kobe, và trong đêm 24-25 tháng 7 đã tham gia bắn phá sân bay Shiono-Misaki. Các cuộc tấn công tự sát của đối phương diễn ra thường xuyên khi nó hộ tống cho các tàu sân bay; và các cuộc không kích của lực lượng đặc nhiệm xuống Kure và Kobe vào cuối tháng 7 được tiếp nối sang đầu tháng 8 bởi các đợt khác xuống phía Bắc đảo Honshū. Một chiếc Kamikaze đã tìm cách đâm vào chiếc tàu khu trục vào ngày 9 tháng 8, nhưng hỏa lực phòng không dày đặc đã khiến nó đâm trượt xuống biển. Đến 06 giờ 05 phút ngày 15 tháng 8, Twining nhận được tin tức các tàu sân bay hủy bỏ các phi vụ nhắm vào Tokyo, và hai giờ sau đó là thông báo chính thức về việc Nhật Bản đầu hàng vô điều kiện, kết thúc cuộc xung đột.
Twining đã canh phòng tại Sagami Wan vào cuối tháng 8 nhằm hỗ trợ cho việc chiếm Căn cứ Hải quân Yokosuka, nhưng việc đổ bộ diễn ra suôn sẻ mà không gặp sự cố nào. Hoạt động tương tự diễn ra tại Tateyama Wan vào ngày 3 tháng 9, rồi đến ngày 9 tháng 9, chiếc tàu khu trục bắt đầu hỗ trợ các hoạt động quét mìn ngoài khơi Sendai và Choshi; trước khi quay trở về vịnh Tokyo vào ngày 16 tháng 9 để sửa chữa và tiếp liệu.
Twining sau đó tham gia các cuộc thực tập huấn luyện trước khi lên đường quay trở về Hoa Kỳ vào ngày 31 tháng 10. Nó cùng Hải đội Khu trục 53 ghé qua Trân Châu Cảng trên đường đi, và đến ngày 20 tháng 11 đã vào Xưởng hải quân Puget Sound tại Bremerton, Washington để đại tu. Nó được cho xuất biên chế tại San Diego, California vào ngày 14 tháng 6 năm 1946; nhưng đến tháng 8 được huy động vào Chương trình Huấn luyện Hải quân Dự bị, hoạt động từ các cảng tại vùng bờ Tây, cùng những chuyến đi huấn luyện đến Hawaii và Mexico.

### 1950–1971
Twining được cho nhập biên chế trở lại vào ngày 10 tháng 6 năm 1950; và sau các hoạt động dọc theo vùng bờ Tây, nó khởi hành từ San Diego vào ngày 20 tháng 8 năm 1951, đi ngang qua Hawaii và Nhật Bản để đi đến vùng biển ngoài khơi Triều Tiên. Trong vai trò soái hạm của Đội khu trục 172, nó gia nhập Lực lượng Đặc nhiệm 77, lực lượng tàu sân bay nhanh vào cuối tháng 9, đồng thời bắn hỏa lực phản pháo nhằm hỗ trợ các tàu quét mìn tại khu vực phụ cận Hungnam. Sang tháng 10, nó hoạt động tại vùng biển ngoài khơi vịnh Tongjoson, can thiệp các hoạt động tại cảng Wonsan, nơi nó đối đầu với những khẩu đội pháo bờ biển đối phương và nả pháo xuống các tòa nhà, giao lộ và đầu mối đường sắt. Con tàu cũng thỉnh thoảng bắn pháo theo yêu cầu của máy bay trinh sát hay các đội trinh sát pháo binh trên bờ. Vào ngày 9 tháng 10, nó bắn trúng đích và phá hủy một kho đạn, gây ra một vụ nổ lớn và nhiều đám cháy tiếp theo.
Hai ngày sau, Twining đi đến cảng Hungnam để ngăn chặn những hoạt động rải mìn của phía Cộng sản tại vùng biển ngoài khơi khu vực này. Trong đêm đó, khi di chuyển gần luồng ra vào cảng, một máy bay phản lực không rõ nhận dạng đã bất ngờ tấn công, ném hai quả bom và bắn phá càn quét chiếc tàu khu trục trước khi lẫn khuất vào bóng đêm. Các quả bom rơi gần tàu nhưng không gây thiệt hại nào. Sau khi đánh chìm một tàu buồm và đối đầu với một khẩu đội pháo bờ biển đối phương, nó lên đường rút lui về Yokosuka.
Trong tháng 11, Twining được bảo trì và thực tập huấn luyện, rồi thực hành tìm-diệt tàu ngầm ngoài khơi Okinawa trong tháng 12. Vào ngày 11 tháng 12, nó hướng sang bờ biển phía Đông Triều Tiên cho những hoạt động can thiệp và hỗ trợ tác chiến, trước khi quay lại hộ tống cho Lực lượng Đặc nhiệm 77 vào cuối tháng 12. Vào đầu năm 1952, nó được bảo trì tại Sasebo, rồi rời Nhật Bản vào ngày 22 tháng 1 để quay trở lại Wonsan, nơi nó bắn phá xe cộ, căn cứ và điểm tập trung quân đối phương. Vào ngày 30 tháng 1, nó giải cứu một phi công Hoa Kỳ bị bắn rơi, và tiếp tục hoạt động tại khu vực cảng Wonsan cho đến ngày 19 tháng 2, khi nó lên đường đi Nhật Nhật Bản. Sau khi được sửa chữa, nó khởi hành từ Yokosuka, đi ngang qua đảo san hô Midway và Trân Châu Cảng để quay trở về vùng bờ Tây, về đến San Diego vào ngày 10 tháng 3.
Twining ở lại các cảng California cho đến ngày 1 tháng 11, khi nó lại lên đường đi sang Viễn Đông cho lượt phục vụ thứ hai tại vùng biển Triều Tiên. Trong những tháng tiếp theo, nó hoạt động ngoài khơi bờ biển phía Đông Triều Tiên, làm nhiệm vụ tuần tra và trinh sát, bắn phác các mục tiêu trên bờ, bắn pháo sáng ban đêm hỗ trợ cho lực lượng trên bộ tại khu vực cảng Wonsan, cũng như hỗ trợ cho hoạt động các các tàu quét mìn. Vào tháng 3 năm 1953, nó thả neo tại vịnh Buckner trước khi chuyển đến Đài Loan, tham gia huấn luyện tác xạ và kiểm soát hư hỏng cho Hải quân Trung Hoa dân quốc. Vào ngày 8 tháng 4, nó gặp gỡ Oriskany (CVA-34) để bảo vệ chống tàu tàu ngầm cho chiếc tàu sân bay và tiến hành tuần tra eo biển Đài Loan trước khi quay trở lại Nhật Bản vào giữa tháng 4. Đến tháng 5, chiếc tàu khu trục rời Yokosuka để quay trở về Long Beach, California ngang qua Trân Châu Cảng, rồi hoạt động từ các cảng California cho đến hết năm 1953.
Cho dù Chiến tranh Triều Tiên đã kết thúc sau một thỏa thuận ngừng bắn, Twining tiếp tục luân phiên các chuyến đi tại Viễn Đông với các hoạt động tại vùng bờ Tây cho đến tháng 6 năm 1963, khi nó quay trở về San Diego sau khi hoàn tất các đợt tập trận cùng Hải quân Hoàng gia Anh, New Zealand và Australia. Vào tháng 5 năm 1964, con tàu được thuyên chuyển từ Hải đội khu trục 5 sang Hải đội Khu trục Dự bị 27, bắt đầu thực hiện các chuyến đi huấn luyện cho Hải quân Dự bị.
Sau khi xảy ra tai nạn va chạm giữa tàu sân bay Australia HMAS Melbourne (R21) và tàu khu trục HMAS Voyager (D04), vốn đưa đến hậu quả Voyager bị đắm vào ngày 10 tháng 2 năm 1964, phía Hoa Kỳ đã đề nghị chuyển giao Twining cùng với tàu chị em The Sullivans (DD-537) cho Australia như là sự thay thế tạm thời. Tuy nhiên, Hải quân Hoàng gia Australia chấp nhận đề nghị của Hải quân Hoàng gia Anh chuyển giao chiếc HMAS Duchess (D154) thuộc lớp Daring, vốn cùng lớp với Voyager.
Twining được cho xuất biên chế và rút tên khỏi danh sách Đăng bạ Hải quân vào ngày 1 tháng 7 năm 1971, rồi được bán cho Trung Hoa dân quốc (Đài Loan) vào ngày 16 tháng 8 năm 1971.

### Phục vụ Hải quân Trung Hoa Dân Quốc
Con tàu tiếp tục phục vụ cùng Hải quân Trung Hoa dân quốc như là chiếc ROCS Kwei Yang (DDG-908). Nó ngừng hoạt động vào ngày 16 tháng 7 năm 1999.

## Phần thưởng
Twining được tặng thưởng tám Ngôi sao Chiến trận do thành tích phục vụ trong Thế Chiến II, và thêm năm Ngôi sao Chiến trận nữa trong Chiến tranh Triều Tiên.